# Новоназимовский сельсовет
Новонази́мовский сельсовет — сельское поселение в Енисейском районе Красноярского края.
Административный центр — посёлок Новоназимово.

## Население
| 2010 | 2012  | 2013  | 2014  | 2015  | 2016  | 2017  |
| ---- | ----- | ----- | ----- | ----- | ----- | ----- |
| 1429 | ↘1364 | ↘1314 | ↘1295 | ↘1255 | ↘1215 | ↘1194 |

## Состав сельского поселения
В состав сельского поселения входят 4 населённых пункта:
| № | Населённый пункт | Тип населённого пункта          | Население |
| - | ---------------- | ------------------------------- | --------- |
| 1 | Колмогорово      | деревня                         | ↘65       |
| 2 | Назимово         | деревня                         | ↘223      |
| 3 | Новоназимово     | посёлок, административный центр | ↘882      |
| 4 | Сергеево         | посёлок                         | ↘45       |

## Местное самоуправление
Новоназимовский сельский Совет депутатов
Дата избрания: 14.03.2010. Срок полномочий: 4 года. Количество депутатов:  10
Глава муниципального образования
- Фукс Геннадий Иванович